# Assedio di Eretria
L'assedio di Eretria, che si svolse nel 490 a.C. nel contesto della prima guerra persiana, vide contrapposti gli abitanti di Eretria, polis greca dell'isola di Eubea, e l'impero persiano, il cui esercito, di grandissime dimensioni, era guidato dai generali Artaferne, Dati e dall'ex tiranno d'Atene Ippia.
La prima guerra persiana aveva le sue origini nella rivolta ionia, durante la quale gli Eretriesi e gli Ateniesi avevano appoggiato coll'invio di 25 navi le città della Ionia che avevano tentato di ribellarsi al dominio persiano. Le forze combinate ateniesi ed eretriesi ebbero successo nel catturare la città di Sardi, ma subirono gravi perdite durante la ritirata a marce forzate. In risposta a questo intervento, l'imperatore achemenide Dario I aveva giurato che si sarebbe vendicato sui suoi nemici, Atene ed Eretria.
Dopo il fallimento definitivo della rivolta ionia con la battaglia di Lade e la presa di Mileto, Dario cominciò a pianificare come avrebbe potuto fare per soggiogare la Grecia. Dopo un primo fallimento risalente al 492 a.C., mandò contro le Cicladi, che furono sottomesse, un contingente navale comandato dai succitati generali, che si sarebbe poi diretto con intenzioni punitive verso Atene ed Eretria. Giunti all'Eubea verso la metà dell'estate dopo la vittoriosa campagna attraverso l'Egeo, i Persiani misero sotto assedio la città di Eretria. L'assedio durò sei giorni e si concluse quando una quinta colonna formata da individui appartenenti alla nobiltà tradì la città consegnandola ai Persiani. La città fu razziata e la popolazione ridotta in schiavitù in conformità con quanto comandato dall'imperatore. I prigionieri eretriesi vennero poi condotti in Persia e inviati come coloni nella regione dei Kissi.
Dopo l'assedio di Eretria, il contingente navigò verso Atene, approdando nella baia di Maratona e trovandosi a fronteggiare l'esercito ateniese, col quale avrebbe poi ingaggiato, perdendola e ponendo fine alla spedizione, la celebre battaglia di Maratona.

## Contesto storico

Mappa del mondo greco all'epoca dello scontro

Il primo tentativo di invasione della Grecia da parte dei Persiani trova le sue origini nei moti insurrezionali delle colonie greche della Ionia contro il potere centrale achemenide. Eventi di questo genere, poi replicatisi anche in Egitto e solitamente conclusisi con l'intervento armato dell'esercito imperiale, non erano rari: verso il 500 a.C. l'impero achemenide, attuatore di una forte politica espansionistica, era ancora relativamente giovane e quindi potenziale facile vittima dei contrasti fra le popolazioni assoggettate. Prima della rivolta delle città della Ionia il re Dario I di Persia aveva cominciato un programma di colonizzazione ai danni delle popolazioni della penisola balcanica, sottomettendo la Tracia e costringendo il regno di Macedonia a diventare suo alleato; una politica così aggressiva non poteva essere tollerata dalle polis greche che appoggiarono così la rivolta delle proprie colonie in Asia Minore, minacciando l'integrità dell'impero persiano. Il sostegno all'insurrezione si rivelò quindi un casus belli ideale per annientare politicamente l'avversario e punirlo per il suo intervento.
La rivolta ionia si scatenò dopo la fallita aggressione all'isola di Nasso da parte delle forze coalizzate di Lidia e della città di Mileto, comandate dal satrapo Artaferne e dal tiranno Aristagora. In conseguenza della sconfitta quest'ultimo, avendo capito che il satrapo l'avrebbe sollevato dall'incarico, decise di abdicare e di proclamare la nascita della democrazia. Tale esempio fu seguito dai cittadini delle altre colonie greche della Ionia che deposero i propri tiranni e proclamarono la nascita del regime democratico, prendendo a modello quanto avvenuto ad Atene con la cacciata del tiranno Ippia e la nascita della democrazia a opera di Clistene. Assunto il comando di questo processo d'insurrezione, che nei suoi piani non mirava solo a favorire la nascita di sistemi democratici ma anche a liberare le polis dall'ingerenza persiana, Aristagora chiese il supporto delle città della madrepatria sperando gli inviassero un consistente aiuto militare; l'appello, però, venne raccolto solo da Atene e da Eretria che inviarono l'una venti e l'altra cinque navi.
Le ragioni che spinsero Eretria ad assistere i ribelli non sono completamente chiare. Forse giocarono un ruolo importante fattori commerciali, dal momento che Eretria era una città mercantile e i suoi traffici erano minacciati da un'eventuale dominazione persiana dell'Egeo. Erodoto suggerisce inoltre che Eretria abbia prestato aiuto ai ribelli per contraccambiare l'aiuto fornitole da Mileto nella guerra contro Calcide.
Atene ed Eretria inviarono quindi un contingente complessivo di venticinque triremi per appoggiare la rivolta. Arrivato in loco, l'esercito greco riuscì a marciare fino a Sardi, bruciando la città bassa; tuttavia, costretto a ripiegare verso la costa in seguito all'intervento dell'esercito persiano, ebbe a soffrire un gran numero di morti durante la precipitosa ritirata. L'azione si rivelò non solo inutile, ma causò la definitiva rottura delle relazioni diplomatiche tra i due avversari e la nascita del desiderio di vendetta da parte di Dario: Erodoto narra in un aneddoto che il sovrano, imbracciato l'arco, abbia lanciato una freccia contro il cielo chiedendo a Zeus di potersi vendicare e che incaricò un servitore di ricordargli, ogni giorno prima di cena, il suo proposito di vendetta.
Lo schieramento ellenico venne definitivamente sbaragliato dopo una serie di scontri minori successivi alla battaglia di Lade, conclusasi nel 494 a.C. con una decisiva vittoria della flotta persiana; nel 493 a.C. ogni resistenza greca ebbe termine. La fine delle ostilità garantì una serie di vantaggi per Dario che affermò definitivamente il suo controllo sulle colonie greche della Ionia, annesse alcune isole dell'Egeo orientale e alcuni territori circostanti il mar di Marmara. Inoltre la pacificazione dell'Asia Minore gli diede la possibilità di cominciare la campagna militare punitiva ai danni delle polis intervenute nella rivolta a favore dei ribelli.
Già nel 492 a.C. Dario inviò un contingente militare in Grecia sotto il comando di suo genero Mardonio, condottiero tra i più prestigiosi: riconquistata la Tracia e costretto alla sottomissione il regno di Macedonia di Alessandro I, l'invasione fallì a causa di una tempesta presso il monte Athos che distrusse la flotta persiana. Nel 490 a.C. Dario allestì una seconda spedizione, questa volta guidata dai generali Dati e da Artaferne (questi figlio dell'omonimo satrapo di Sardi); Mardonio, ferito durante la precedente tentata invasione, era infatti caduto in disgrazia. La campagna aveva tre finalità principali: sottomettere le isole Cicladi, punire le polis di Nasso, Atene ed Eretria per l'ostilità dimostrata contro l'impero e annettere la Grecia tutta. Dopo aver attaccato con successo Nasso, il contingente militare giunse in Eubea durante l'estate.

## Fonti
La principale fonte primaria relativa alle Guerre persiane è lo storico greco Erodoto, ritenuto non erroneamente il padre della storia moderna, nato nell'anno 484 a.C.ad Alicarnasso, polis dell'Asia Minore sotto il controllo persiano. Scrisse la sua opera Storie (ἱστορίαι, Historiai) in un arco di tempo compreso approssimativamente tra il 440 e il 430 a.C., cercando di identificare le origini delle Guerre Persiane, allora considerate un evento relativamente recente, essendosi queste concluse in modo definitivo solo nel 450 a.C.. L'approccio che Erodoto ha nel narrare tali avvenimenti non è paragonabile con quello dei moderni storici, dato che utilizza uno stile romanzesco: tuttavia, è possibile identificarlo come il fondatore del metodo storico moderno, perlomeno per quanto concerne la società occidentale. Infatti, come disse Tom Holland, "per la prima volta, un cronista si mise a rintracciare le origini di un conflitto non appartenente a un tempo così passato da poter essere detto fantasioso, non per volontà o per desiderio di qualche divinità, non per la pretesa di un popolo di prevedere il destino, ma mediante spiegazioni che avrebbe potuto verificare personalmente."
Alcuni storici antichi successivi ad Erodoto, pur avendo seguito le orme lasciate dal celebre storico, cominciarono a criticare il suo operato: il primo di questi fu Tucidide.. Tuttavia, Tucidide scelse di cominciare le proprie ricerche storiografiche laddove Erodoto aveva terminato, ossia a partire dall'assedio della polis di Sesto, ritenendo evidentemente che il suo predecessore avesse svolto un lavoro non bisognoso di revisione o di riscrittura. Pure Plutarco criticò l'operato di Erodoto nella sua opera Sulla malignità di Erodoto, descrivendo lo storico greco come vicino ai barbari: questa osservazione permette però di comprendere ed apprezzare il tentativo di imparzialità storica promosso da Erodoto, che non si schierò eccessivamente dalla parte degli opliti ellenici.
Ulteriori critiche ad Erodoto vennero mosse nel panorama culturale dell'Europa rinascimentale, a dispetto delle quali i suoi scritti rimasero però molto letti. Tuttavia, Erodoto venne riabilitato e ripreso ad essere ritenuto affidabile durante il XIX secolo, quando ritrovamenti archeologici confermarono la sua versione degli eventi. L'opinione oggi prevalente in relazione all'operato di Erodoto è quella che lo legge come un lavoro sì notevole sotto il profilo storico, ma meno affidabile per quanto concerne l'esattezza delle date e la quantificazione dei contingenti stanziati per i vari scontri. Tuttavia, vi sono ancora alcuni storici che ritengono il lavoro compiuto dallo storico greco come non affidabile, frutto di elaborazioni personali.
Un altro storico che scrisse in relazione a questi combattimenti è stato Diodoro Siculo, storico siciliano in attività durante il I secolo a.C. e noto in particolar modo per la sua opera di storia universale nota come Bibliotheca historica, nella quale trattò tale tematica appoggiandosi agli studi già compiuti dallo storico greco Eforo di Cuma. Gli scritti provenienti da tale fonte non si discostano dai dati forniti da Erodoto. Anche altri autori toccarono questa tematica nei loro scritti, pur non approfondendola e senza fornire resoconti numerici: Plutarco, Ctesia di Cnido e il drammaturgo Eschilo. Anche reperti archeologici, inclusa la Colonna serpentina, confermano le affermazioni di Erodoto.

## Antefatti
Quando gli Eretriesi ebbero scoperto che il contingente persiano era intenzionato ad attaccarli, si rivolsero agli Ateniesi chiedendo loro di mandare truppe ausiliarie e ottenendo l'invio in loro aiuto di quattromila coloni attici provenienti dalla città di Calcide, sita sull'Eubea, che erano stati lì insediati dopo la sconfitta inferta ad Atene a Calcide circa vent'anni prima. Secondo Erodoto, in realtà i cittadini di Eretria erano divisi in due fazioni, nessuna delle quali realmente intenzionata a combattere contro i Persiani, poiché la prima desiderava abbandonare la città per rifugiarsi sulle alture dell'interno e la seconda era desiderosa di consegnare la città al nemico. In conseguenza di questo stato delle cose, quando questi coloni giunsero ad Eretria, un tal Eschine, cittadino eminente, li informò del fatto che stessero sorgendo delle divisioni tra gli Eretriesi, invitandoli quindi a partire per salvarsi: essi prestarono fede all'uomo e seguirono questi suggerimenti, navigando verso Oropo e di fatto abbandonando quanti avevano chiesto loro aiuto. Quando i Persiani, partiti gli Ateniesi, conquistarono dei centri siti nel territorio eretriese, Temeno, Cherea ed Egilea, ove sbarcarono la propria cavalleria, gli Eretriesi secondo Erodoto mutarono i loro piani, rinunciando alla sottomissione o alla fuga e preferendo farsi assediare rispetto ad uscire dalla città col rischio di dover ingaggiare una battaglia.

## Schieramenti

### Le forze di Eretria
Lo storico Erodoto non ci dice i numeri delle forze di Eretria. Presumibilmente, la maggior parte della cittadinanza fu coinvolta nella difesa della città, ma il numero esatto della popolazione di Eretria non può essere ancora stabilito chiaramente.

### Le forze persiane

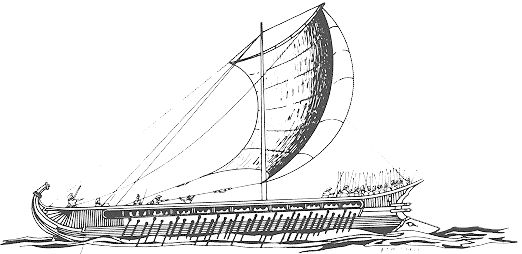
Il disegno di una trireme, utilizzata sia dai Persiani che dai Greci.

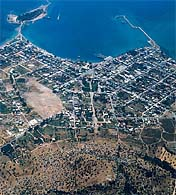
La città di Eretria oggi.

Erodoto riporta che la flotta persiana era composta da 600 unità ma non ci informa su quanti fossero i fanti persiani, limitandosi a dire che costituivano un reparto esteso e ben armato. Simonide, quasi contemporaneo degli eventi, afferma che l'esercito di Artaferne e Dati raggiungesse le 200 000 unità; lo storico romano Cornelio Nepote afferma che i Persiani potevano contare su 200 000 fanti e 10 000 cavalieri, tra i quali però solo 100 000 presero parte alla battaglia di Maratona poiché gli altri si erano reimbarcati alla volta di Atene; Plutarco e Pausania il Periegeta, affiancati dalla Suda, dichiarano che i Persiani erano in 300 000, distaccandosi da tutti gli altri; Platone e Lisia sostengono che l'entità delle forze persiane fosse di 500 000 unità mentre Marco Giuniano Giustino afferma che i Persiani fossero 500 000.
Non sussiste nemmeno tra gli storici moderni consenso assoluto riguardo a quanti fossero i militari componenti l'esercito e le triremi componenti la flotta dei Persiani: essi propongono numeri che spaziano dalle 20 000 alle 100 000 unità per l'esercito, che realisticamente e per la maggior parte delle stime sarebbe potuto essere composto da circa 25 000 fanti e da mille cavalieri.

## Assedio
La strategia degli abitanti di Eretria era quella di difendere le mura cittadine e subire un assedio. Questa era probabilmente una strategia sensata, dal momento che l'esercito persiano aveva subito solo due sconfitte nell'ultimo secolo e visto che i Greci non avevano mai vinto sui Persiani, anche se non si può dire con assoluta esattezza che vi fossero alternative. Poiché i Persiani arrivarono in nave nei pressi di Eretria, è probabile che avessero poche attrezzature da assedio; erano già stati sconfitti durante l'assedio di Lindos, sull'isola di Rodi.
Fatto sbarcare l'esercito in tre luoghi diversi, i Persiani si diressero subito verso la polis di Eretria, dove iniziarono l'assedio cittadino, preferendo al semplice circondare la polis l'attacco con forza delle mura, che non portò però a nulla. Erodoto riferisce che il combattimento fu feroce ed entrambe le parti subirono gravi perdite: dopo sei giorni di assedio, due nobili traditori, Euforbo e Philagrus, aprirono le porte cittadine ai Persiani che, una volta dentro la polis, la saccheggiarono, bruciando i templi e i santuari per vendicare l'incendio di Sardi. In conformità col volere di Dario, i cittadini che furono catturati vennero ridotti in schiavitù e non uccisi, affinché potessero esser portati in Persia e stabiliti come coloni in Cissia.

## Fatti successivi
Dopo esser stati presso Eretria per alcuni giorni, i Persiani fecero rotta in direzione dell'Attica seguendo la costa, facendo sbarcare gli appena catturati prigionieri sull'isola di Egilia e attraccando sulle rive della baia di Maratona, essendo il loro seguente obiettivo Atene, i cui militari tuttavia marciarono contro di loro ostruendo le uscite della pianura costiera ove avevano attraccato e sconfiggendoli nello scontro scoppiato in seguito al loro attacco contro le file dell'aggressore, avvenuto dopo vari giorni di stallo. Fuggiti verso le navi, dopo aver invano tentato di attaccare Atene via mare, i Persiani superstiti, imbarcati gli Eretriesi, si diressero verso l'Asia Minore, ponendo fine alla campagna e di conseguenza al primo loro tentativo di aggressione della Grecia.
Quando la flotta persiana fu arrivata in Asia Minore, Dati ed Artaferne portarono gli Eretriesi a Susa, affinché potessero giungere al cospetto di Dario I, che decise di non far loro nulla di male e di impiantarli come coloni nella città di Ardericca, sita in Cissia. Secondo Erodoto, durante la sua epoca si trovavano ancora là e conservavano il loro linguaggio e i loro usi: più di un secolo dopo Alessandro Magno si sarebbe imbattuto in loro durante la sua campagna d'invasione della Persia.
Negli anni successivi Dario cominciò a radunare una seconda sterminata armata per sottomettere la Grecia: tale piano fu rimandato a causa dell'insurrezione dell'Egitto, conquistato in precedenza da Cambise II di Persia. Dario morì poco dopo e fu suo figlio Serse I, succedutogli al trono, a domare la ribellione; riprese quindi con rapidità i preparativi per la campagna militare contro la polis di Atene e più in generale contro tutta la Grecia. La seconda guerra persiana ebbe inizio nel 480 a.C. con la battaglia delle Termopili, segnata dalla gloriosa sconfitta degli opliti greci condotti dal re di Sparta Leonida I e con la battaglia navale di Capo Artemisio, che vide invece confronto dall'esito indeciso tra le due flotte. Nonostante il difficile inizio, la guerra si concluse con tre vittorie elleniche, rispettivamente a Salamina (che segnò l'inizio della riscossa greca), a Platea e infine a Micale.